# Santiam River
Der Santiam River ist ein Nebenfluss des Willamette River mit einer Länge von 16 km in West-Oregon. Er hat zwei längere Quellflüsse: den South Santiam River und den North Santiam River. Der North Santiam River entsteht beim Detroit Lake und der South Santiam River im Foster Lake.